# Kozmice (železniční zastávka)
Kozmice jsou železniční zastávka (dříve též nákladiště), která se nachází v jižní části obce Kozmice v okrese Opava. Leží v km 11,265 železniční trati Opava východ – Hlučín mezi dopravnami Dolní Benešov a Hlučín.

## Historie
Zastávka byla zprovozněna 18. října 1913, současně s otevřením úseku Kravaře ve Slezsku – Hlučín, na které tato zastávka leží. Původně se jednalo rovněž o nákladiště, avšak odbočné kolejiště již bylo sneseno. Ještě v jízdním řádu 1972/1973 byly Kozmice uváděny jako nákladiště a zastávka.

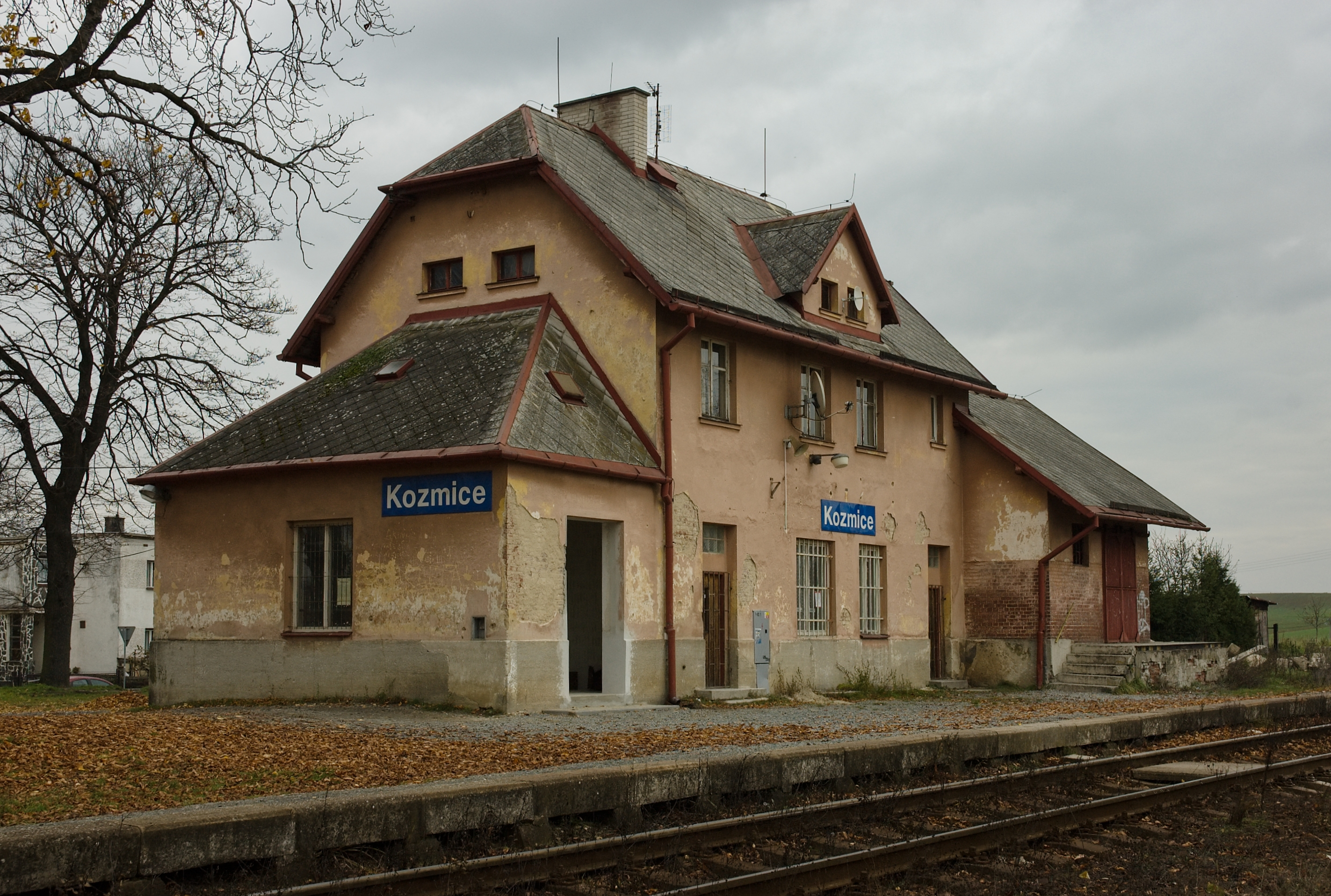
Budova zastávky v roce 2007

Protože byla trať a tím i stanice postavena na území Německa, nesla zastávka na počátku německý název Kosmütz. Po připojení Hlučínska k Československu v roce 1920 se název změnil na Kozmice. Původní německý název se používal opět za německé okupace v letech 1938-1945.
V roce 2000 byl v zastávce aktivován rozhlas s hlášením pro cestující o jízdách vlaků.
V roce 2024 byla dokončena přestavba budovy zastávky, která byla zahájena v květnu 2023. Došlo k demolici části původního objektu, ponechaná část byla opravena. Byly rovněž opravny zpevněné plochy v okolí budovy. V minulosti byla budova používána pro potřeby dopravy a pro bydlení, čemuž odpovídala i velikost budovy: zastavěná plocha byla 197 m², obestavěný prostor 1134 m³. Cílem ubourání části stavby bylo zřízení přístřešku pro cestující a jedné místnosti pro potřebu Správy železnic.

## Popis zastávky

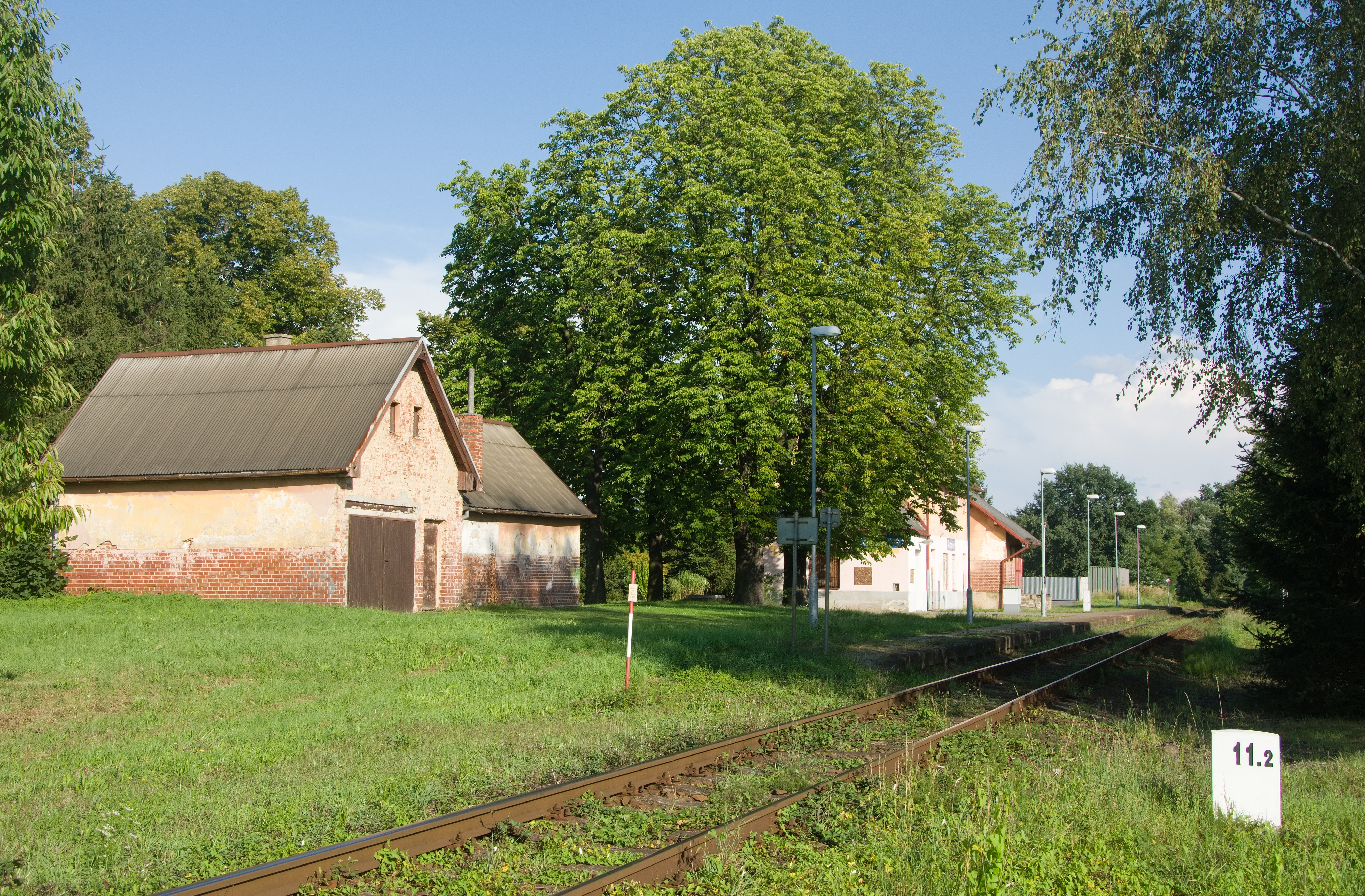
Celkový pohled na zastávku v roce 2022, vlevo někdejší skladiště

V zastávce je zřízeno vnější úrovňové dlážděné nástupiště o délce 90 m, výška hrany nástupiště nad temenem kolejnice je 250 mm. Cestující v zastávce jsou informováni pomocí systému INISS, který obsluhuje dirigující dispečer v Kravařích ve Slezsku. Zastávka není obsazena dopravními zaměstnanci.